# 杰米·德怀尔
杰米·德怀尔（英語：Jamie Dwyer，1979年3月12日—），澳大利亚男子曲棍球运动员。他曾代表澳大利亚国家队参加2004年、2008年、2012年和2016年夏季奥林匹克运动会曲棍球比赛，获得一枚金牌和二枚铜牌。